# Tukche Ri
Der Tukche Ri (auch Tukuche oder Tukuche Peak) ist ein 6920 m hoher Gipfel im Dhaulagiri Himal, einem Teilgebirge des Himalaya in Nepal.
Der Tukche Ri befindet sich 8,44 km nordöstlich des Dhaulagiri I. Der 5877 m hohe Bergsattel Northeast Col („Nordöstlicher Sattel“) liegt zwischen den beiden Bergen. Östlich des Tukche Ri verläuft das Flusstals des Kali Gandaki mit den Orten Tukuche und Larjung. Der Tukche Ri besitzt noch einen 1,44 km nordwestlich gelegenen Westgipfel (6848 m ⊙) mit welchem er über einen Berggrat verbunden ist. Zwischen den beiden Gipfeln strömt ein Quellgletscher des Chonbardan-Gletschers in südsüdwestlicher Richtung. Im Nordwesten befindet sich der French Col, ein 5360 m hoher Bergsattel, der das Quellgebiet des Myagdi Khola im Süden vom so genannten Hidden Valley im Norden trennt.
Im Norden liegt der Dhampus La, ein 5260 m hoher Übergang vom Hidden Valley nach Tukuche.

## Besteigungsgeschichte
Am 10. Mai 1969 gelang einer schweizerischen Expedition die Erstbesteigung des Tukche Ri sowie dessen westlichen Nebengipfels. Die Aufstiegsroute führte über den Dhampus La und die Nordwestflanke zum Gipfel.
Georges Hartmann, Alois Strickler und der Sherpa Sonam Girmi bestiegen an diesem Tag den Hauptgipfel, während Alfred Hitz und Ruedi Homberger den Westgipfel in Angriff nahmen. Drei Tage später bestiegen Ruedi Homberger und Andreas Hirsbrunner den Hauptgipfel.
Es werden heute von mehreren Reiseagenturen Trekking-Touren auf den Gipfel des Tukche Ri angeboten.